# دولة الكنوز
امدولة الكنوز إمارة عربية (جنوب مصر وشمال السودان) (238هـ - 466هـ)   أسسها الكنوز المنحدرون من سلالة بني حنيفة   وضمت هذه الدولة أسوان والبجا ونوبة مصر وحلفا.

## حدود إمارة بني كنز
أقام بنو حنيفة هذه الدولة في المنطقة التي تمتد من أسوان في مصر حتى جنوب وادي حلفا في السودان، فكانت تضم بلاد النوبة وبلاد البجا وأسوان.

## أصل بني كنز
ينحدر بنو كنز من النوبة، وبعد ظهور الإسلام ارتحلت أعداد كبيرة منها وخاصة من بني حنيفة وبني يونس إلى مصر في عهد الخليفة العباسي المتوكل على الله في عام 238هـ/ 852م، فنزل بنو حنيفة في وادي العلاقي الذي يقع في الصحراء الشرقية بين أسوان والبحر الأحمر، واستقر بنو يونس في ثغر عيذاب جنوب حلايب الحالية، كما نزلت جماعة أخرى من بني حنيفة بظاهر أسوان في بلدة بنوها عرفت باسم المحدثة.

## نشأة دولة بني كنز
ظهرت إمارة بني حنيفة التي نزلت في وادي العلاقي نتيجة لزواج زعماء حنيفة من بنات رؤساء قبائل البجا سكان هذه المنطقة من الصحراء، مما أدى إلى انتقال حكم بلاد البجا في هذه المنطقة إلى زعماء حنيفة حسب النظام المحلي الذي يجعل وراثة الحكم لابن البنت وابن الأخت.
اتسعت هذه الإمارة العربية كثيرًا في عهد أبي المكارم هبة الله الذي يعرف بالأهوج المطاع بعد أن تولى حكم حنيفة بعد موت والده أبي يزيد. ويعتبر أبو المكارم هبة الله المؤسس الحقيقي لإمارة حنيفة الكبرى في أسوان وبلاد النوبة؛ فقد اتسعت حدود الإمارة في عهده حتى أصبحت تضم صعيد مصر الجنوبي من قوص إلى أسوان، كما ضمت جزءًا كبيرًا من بلاد النوبة الشمالية وهي المنطقة التي تعرف باسم مريس التي تقع جنوب وادي حلفا، كما ضمت وادي العلاقي في الصحراء الشرقية.
ساعد أبو المكارم هبة الله الحاكم بأمر الله الفاطمي في القضاء على أبي ركوة الذي كان قد ثار على الحاكم بأمر الله في عام 397هـ/1006م، ولجأ إلى الصعيد ثم إلى بلاد النوبة فظفر به أبو المكارم وأرسله إلى القاهرة، فأكرمه الحاكم ولقبه بلقب كنز الدولة، وصارت حنيفة في أسوان والنوبة تعرف منذ ذلك الحين باسم بني كنز، وسار هذا اللقب علمًا على جميع أمرائها حتى انتهت دولتهم.

## نهاية الدولة
في عام 466هـ/1072م، أعلن كنز الدولة محمد استقلال دولته التام عن الدولة الفاطمية مستغلاً في ذلك الفوضى والخراب الذي شهدته مصر في ما يعرف بالشدة العظمى ولكن بدر الدين الجمالي الذي استقدمه الخليفة الفاطمي المستنصر بالله وجعله وزيراً في مصر، قضى على الفوضى فيها ثم رنا ببصره إلى بني كنز فحاربهم وقضى على استقلالهم الذي أرادوه.

## إمارة بني الكنز الثانية
عام 568 هـ دافع كنز الدولة عن أسوان ضد هجوم ملك النوبة وطلب النجدة من صلاح الدين الأيوبي الذي أرسل إليه الشجاع البعلبكي وبعدها اقطع صلاح الدين الأيوبي إمارة بني كنز إلى أخيه توران شاه إقطاعا حريبا ثم أقطعها إلى أبي الهيجاء السمين أحد قواده.
استطاع كنز الدولة بن المتوج جمع عدد كبير من الناس بإغراء المال وأيضا بسبب حب الناس له، فقام بقتل أبي الهيجاء السمين الحاكم الجديد ومن معه عام 570 هـ وذلك أثناء صد صلاح الدين هجوم أسطول الفرنج على الإسكندرية.
تحالفت قوات كنز الدولة مع عباس بن شادي وفلول ثورة مؤتمن الخلافة وعمارة اليمني والجند المصريين والسودانيين ضد صلاح الدين الأيوبي، فأرسل صلاح الدين الأيوبي حملة بقيادة أخيه الملك العادل وقضى عليهم جميعا، وبلغ عدد القتلى ثمانين ألفا (يذكر المؤرخ أبو شامة في الروضتين «وأسرعت البلية إلى الطود وبها وقعت في أهلها وباءت بعد عزها بذلها») فخربها وأنزل السيف في أهلها عند بلدة الطود، وهرب كنز الدولة إلى بلاد النوبة (مملكة مقرة) وتصاهر مع ملوكها واكتسبوا لهجتهم واستفادوا من نظام الوراثة عندهم بأن يرث ابن البنت.
في ذلك التوقيت ظهرت فكرة إقامة تحالف صليبي حبشي (يقصد بالحبشة في ذلك الوقت ممالك النوبة المسيحية في السودان لأن ملوك أوروبا كانوا يخلطون اسم النوبة بالحبشة)، وذلك للإطباق على مصر من الشمال والجنوب وظهر مخطط أوروبي حبشي لتحويل مجرى نهر النيل وحرمان المصريين من مياهه ولم يتم هذا المشروع في زمن الأيوبيين. وكان ملك البرتغال قد منح اليسوعيين (الجازويت) الولاية الروحية على بلاد النوبة والحبشة.[بحاجة لمصدر]
عام 670 هـ قام الملك داود ملك النوبة بهجوم على أسوان وعلى ثغر عيذاب وصد الظاهر بيبرس هذا الهجوم بحملة عام 671هـ ثم قام بحملة ثانية على بلاد النوبة (بلاد مقرة)عام 673 هـ وكان في الحملة ملك نوبي يدعى شكندة (اسكندر) كان يشكو للظاهر بيبرس أن الملك داود اغتصب عرشه، فأجلسه الظاهر بيبرس على عرش دنقة وهرب داود إلى مملكة علوة. عين الأمير حمد بن محمد أبا الجعافرة أميرا على الصعيد الأعلى بالطود (وكان قد استعان في حملته ببعض العرب منهم الجعافرة أولاد محمد أبي الجعافرة) وأنشأ إمارة كنزية جديدة شمال دولة بني كنز التي قامت على أرض المريس، وكان قد استعان أثناء الحملة بكنز الدولة في ذلك الوقت قمر الدولة أمير قلعة الجبل في الدو (الدر حاليا) واستولى على سواكن ببلاد مقرة وهرب الملك داوود من دنقلة إلى مملكة علوة وقبض ملك علوة على الملك داود وأرسله إلى الظاهر بيبرس عام 675 هـ وسجن الملك داود وتوفي في سجنه.
وكان شكندة (اسكندر) قد استعان بالظاهر بيبرس لإعادته لعرش النوبة من داود ثم مات شكندة وتولى من بعده برك، ثم قتل برك على يد سيمامون الذي استولى على عرش دنقلة والذي تولى عرش النوبة ثلاث مرات متقطعة.
سنة 678 هـ ارسل السلطان قلاوون حملة على بلاد النوبة بقيادة علم الدين سنجر الشهير بالخياط وعز الدين ايدمر السيفي وعز الدين والكوراني والي قوص والذي ولى داود الثاني ملكا على النوبة، ثم عاد سيمامون وتوفي سنة 693 هـ فتولى عرش النوبة أني ثم بوديما في نفس العام ثم أماي وتوفى أماي سنة 716 هـ. وتولى بعده أخوه كرنبس (كيرلس) الذي امتنع عن دفع البقط فأرسل إليه محمد بن قلاوون حملة لإزاحته عن العرش.[بحاجة لمصدر]
وقد طلب كرنبس من محمد بن قلاوون أن يولي ابن أخته المسلم «كنز الدولة شجاع بن نصر الدين فخر الدين مالك» غير أنه رفض وولى مكانه عبد الله برسمبو والذي كان قد أسلم وبدأ إسلام أهل النوبة من ذلك التاريخ.
غير أن أهل النوبة كرهوا برسمبو، فشجع ذلك كنز الدولة شجاع الدين نصر بن فخر الدين مالك (فخر الدين مالك هو عم نجم الدين عمر - المذكور في الطالع السعيد للادفوي - بن الجمال محمد بن الكمال عمر بن احمد بن يحيى وهو غير نجم الدين بن رضوان بن علي المغربي بن سراج الدين بن عيسى بن محمد أبو الجعافرة المتوفى 800 هـ جد الكنوز الشرقيين «الماتوكيين»).
حرض شجاع الدين نصر النوبيين على قتال برسمبو في معركة سنة 717 هـ وقتل برسمبو. ورفض محمد بن قلاوون الاعتراف بكنز الدولة فأرسل حملة عليها خاله أبرام الذي قبض على كنز الدولة وأراد إرساله إلى محمد بن قلاوون ولكنه مات بعدها بأيام. وعاد كنز الدولة للملك مرة أخرى بعد وفاة خاله ثم أرسل محمد بن قلاوون خاله الأخر كرنبس وهرب كنز الدولة إلى بلاد علوة وتولى كرنبس عرش النوبة مرة أخرى وما إن عادت الحملة إلى القاهرة حتى عاد كنز الدولة إلى حكم النوبة وقرر محمد بن قلاوون الاعتراف به.